# Catàfil
Els catàfils (del francès cataphiles) són exploradors urbans que recorren il·legalment les Mines de París, terme utilitzat popularment per descriure una sèrie de túnels que es van construir com una xarxa de mines de pedra, que ja no s'utilitzen. Les catacumbes de París formen un subconjunt d'aquesta xarxa.

## Visites no autoritzades

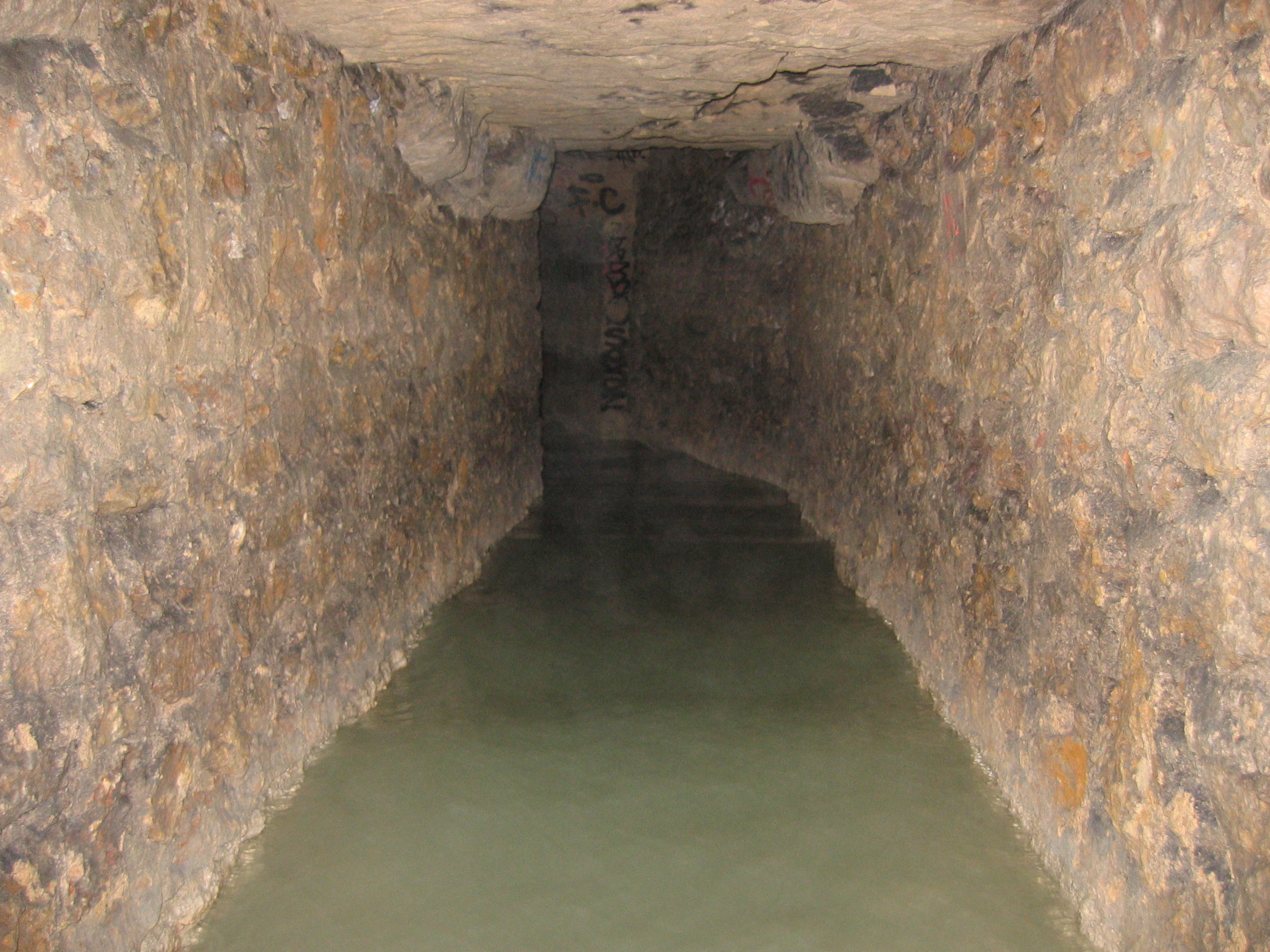
Un tram parcialment inundat de la rue de la Voie Verte

L'accés a les mines està restringit. La part oberta al públic (les catacumbes) és només una petita part d'una extensa xarxa de túnels, que abasta uns 280 quilòmetres de llarg i travessa grans seccions de la ciutat. El sistema de túnels és complex i, tot i que alguns túnels tenen plaques que indiquen el nom del carrer que hi passa per sobre, és fàcil perdre's. Alguns passadissos són baixos o estrets, i d'altres estan parcialment inundats. Hi ha cables telefònics vells, canonades i altres impediments que poden dificultar el progrés, i els enderrocaments, encara que rarament, a vegades es produeixen. Una bona guia és indispensable, i moltes guies de tant en tant fan referència a un mapa. A causa d'aquests perills, l'accés a les catacumbes sense escorta oficial és il·legal des del 2 de novembre de 1955. Hi ha una multa de 60 € per a les persones capturades per l'E.R.I.C., la policia especial que patrulla les mines (coneguts col·loquialment com a "cataflics").
Hi ha entrades secretes a tot París, i de vegades és possible entrar a les mines a través de les clavegueres, el metro i determinats forats.
Alguns visitants no oficials tenen les claus de determinades entrades oficials. En poques ocasions, la gent utilitza aquests punts d'accés i entra il·legalment a les mines, per exemple, per reunir-se clandestinament, per buscar objectes de valor, per celebrar festes inusuals o simplement com a exploradors urbans.
El setembre de 2004, la policia francesa va descobrir una sala de cinema clandestina dirigida per les UX, un moviment artístic francès que busca transmetre les seves idees mitjançant llocs subterranis.
Els catàfils sovint baixen durant un dia, una nit o potser una setmana per explorar, fotografiar, pintar murals, crear mapes, netejar habitacions i cavar chatières (túnels molt estrets, pels quals un només es pot arrossegar).